# La Princesse de Montpensier (nouvelle)
Pour les articles homonymes, voir La Princesse de Montpensier.
La Princesse de Montpensier est une nouvelle publiée anonymement par Madame de La Fayette en 1662. 
L'action de cette nouvelle se situe durant la période historique du règne de Charles IX, soit un peu moins d'un siècle avant la création de l'œuvre littéraire.
Une adaptation cinématographique a été tournée, en 2010, sous le nom identique de La Princesse de Montpensier par le réalisateur français Bertrand Tavernier.

## Genèse et publication
Le volume, dont le privilège est pris le 27 juillet 1662, est achevé d'imprimer le 20 août de la même année. Sa rédaction remonte probablement à l'année précédente, chaque page ayant été relue par Gilles Ménage, et sa publication est précipitée par la circulation de copies manuscrites. 
La nouvelle fait l'objet de sept réimpressions du vivant de son autrice (en 1671, 1674, 1675, 1678, 1679, 1681 et 1684) qui reprennent le texte de l'édition de 1662 sans le modifier.

## Le texte

### Personnages principaux
- La « princesse » de Montpensier :

Renée d'Anjou, fille de Nicolas d'Anjou — issu d'une branche bâtarde des rois de Naples et de Gabrielle de Mareuil —, est née le 21 octobre 1550. Marquise de Mézières , comtesse de Saint-Fargeau, dame de Mareuil et de Villebois. Elle devient duchesse de Montpensier après son mariage en 1566 avec François de Bourbon, duc de Montpensier et  dauphin d'Auvergne avec lequel elle a pour fils Henri de Montpensier, né en 1573. Duchesse-pair de Saint-Fargeau à partir de 1575, on donne parfois pour date de sa mort l'année 1597 mais il semble qu'elle soit morte « dans la fleur de l'âge », avant 1586. 
- Le « prince » de Montpensier :

François de Bourbon, né vers 1542, prince dauphin d'Auvergne, duc de Montpensier en 1582. Il est le beau-père de la princesse de Clèves. Il meurt en 1592.
- Le duc de Guise :

Henri de Lorraine, duc de Guise. Chef de file d'un puissant clan aristocratique, il s'imposera comme le principal défenseur de la foi et de la cause catholique, face aux protestants.
- Le duc d'Anjou :

Quatrième fils du roi Henri II et de la reine Catherine de Médicis, il est le frère cadet du roi Charles IX et futur roi Henri III.
- Le comte de Chabannes,

Fidèle ami du prince de Montpensier. Le personnage est fictif.

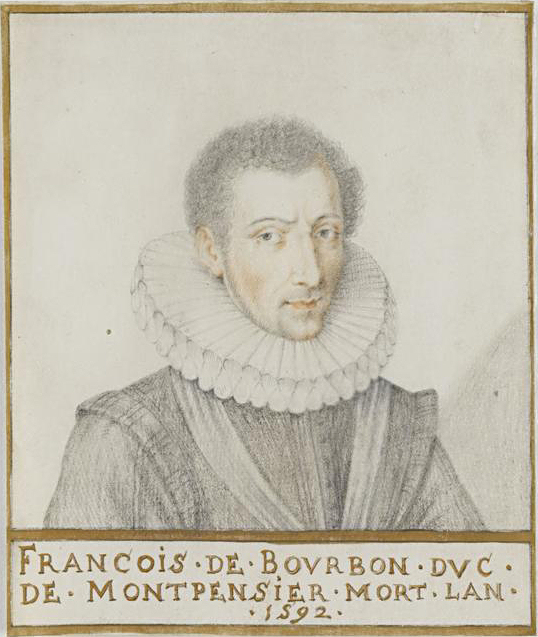
Le prince François de Montpensier.
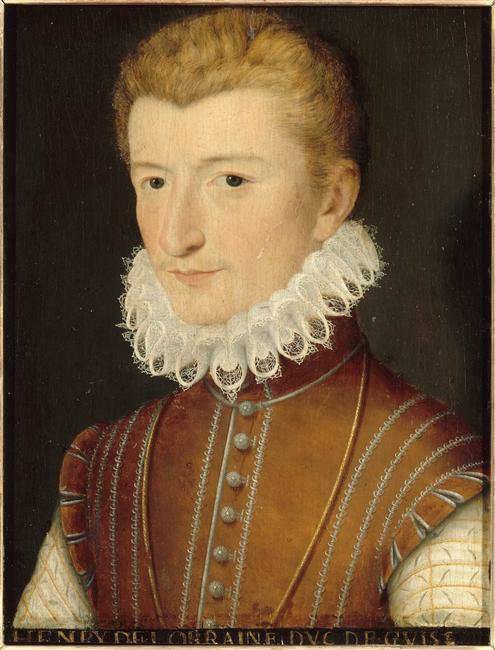
Le duc Henri de Guise (vers 1570).
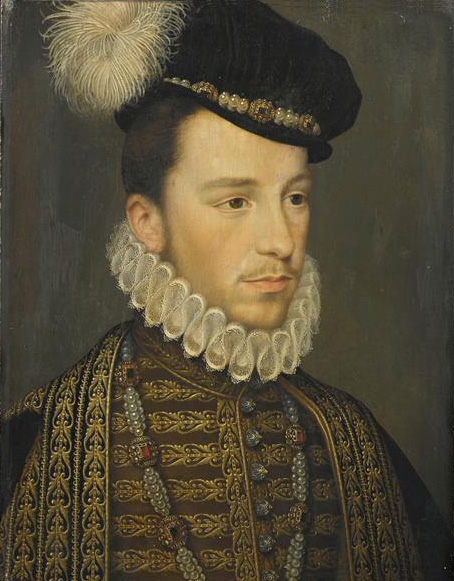
Le duc  Henri d'Anjou, portrait attribué à Jean Decourt.

### Structure temporelle
La Princesse de Montpensier compte dans l'édition originale 140 pages de texte, sans division. Aucune date n'est donnée dans la nouvelle, mais les indications temporelles (telles que : « Après deux années d'absence, la paix étant faite… ») permettent d'établir une chronologie.
Pour Janine Anseaume Kreiter, il est possible de diviser le texte en cinq mouvements, le début et la fin constituant une sorte de prologue et d'épilogue.

#### Résumé
Si l’Avertissement annonce des «aventures inventées» à partir de noms empruntés à l’Histoire, l’ancrage historique de la nouvelle en constitue bien un aspect novateur: l’intrigue, ponctuée de guerres successives, conduit, après l’exposition, du mariage de l’héroïne (1566) à la Saint-Barthélemy (1572); même si les dates sont rares, des événements historiques encore présents dans les mémoires servent de points de repère. Il s’agit, par-delà l’Histoire, d’éclairer les motivations secrètes des plus hauts personnages — leurs haines, qui se traduiront politiquement, sont l’effet de rivalités amoureuses — et d’inscrire l’intrigue dans un contexte de violence: celui des guerres de Religion. Dès la première phrase, le ton est donné: «L’amour ne laissait pas de trouver sa place parmi tant de désordres et d’en causer beaucoup.» À la guerre civile répond la guerre intérieure, celle que la passion mène contre l’individu, et qui trouve inéluctablement, laisse entendre l’autrice, une issue fatale (Chabannes, Mme de Montpensier).
Car la nouvelle se veut clairement édifiante: Mme de Montpensier «aurait été sans doute la plus heureuse [des princesses] si la vertu et la prudence eussent conduit toutes ses actions», tels seront les derniers mots du texte, sa véritable morale. La conduite rigoureuse du récit connaît des variations de tempo pour s’attarder sur de grandes scènes: la rencontre sur la rivière, tissée d’éléments empruntés à l’imaginaire de la littérature médiévale, aventure extraordinaire qui «parut [aux deux ducs] une chose de roman»; le ballet à la cour; la scène finale au château de Champigny, décor Renaissance savamment utilisé. Tout se joue au château, mais tout s’est définitivement noué à la cour (épisode central durant lequel disparaît Chabannes, comme pour mieux signifier la vulnérabilité de la princesse), sous des regards qu’on tente d’éviter. On suit l’abandon progressif de la princesse à sa passion destructrice: dans les premiers temps de son mariage, en l’absence d’un mari parti à la guerre et qui ne lui portera quelque attention, sous la forme de la jalousie la plus violente, qu’au moment où il la verra désirée par d’autres, elle a cru pouvoir utiliser son inclination «presque éteinte» pour se garder de toute galanterie. Vanité de cette prétendue maîtrise de soi, souligne Mme de La Fayette: la princesse connaît la jalousie, avoue sans résister, éprouve quelque honte après coup — introspection rétrospective ici limitée mais qui deviendra essentielle dans la Princesse de Clèves —, se perd pour un amant inconstant. Expansive, elle se livre sans retenue: sa déchéance est inexorable.
Pour que la toute-puissance de l’amour s’impose au lecteur, il fallait à Mme de Montpensier un double héroïque: ce sera Chabannes, le seul personnage inventé de toutes pièces (hormis son nom). Plus âgé qu’elle, mentor victime de l’attention qu’il a portée à la princesse, confident qui essaie de resserrer les liens conjugaux, puis entremetteur par faiblesse, il ne cesse de lutter inutilement, avec une lucidité inentamée. C’est à lui que s’applique la phrase emblématique du texte, celle qui permet d’y voir l’illustration romanesque d’une loi morale: «L’on est bien faible quand on est amoureux.» La sentence frappe d’autant plus qu’elles sont ici relativement rares et que celle-ci est utilisée pour accélérer le récit, non pour le commenter. C’est à son propos également que le narrateur emploie les hyperboles les plus extrêmes: effet «extraordinaire» de la «passion la plus extraordinaire du monde» lorsqu’il devient entremetteur pour une femme qui rejette son amour; «générosité sans exemple» lorsqu’il permet la fuite de Guise pour sauvegarder celui qu’elle aime. Bien que la passion le conduise à trahir M. de Montpensier, son ami, il est seul admirable et digne de pitié: les autres ne sont que faiblesse sans grandeur, sombre jalousie ou amour éphémère. Lui seul atteint au sublime, non dans l’impossible renoncement à l’amour, mais dans le sacrifice de soi. Avec lui culmine le pessimisme de l’œuvre: quand la passion triomphe, l’héroïsme ne peut plus se conquérir que dans la défaite.

## Le roman et la nouvelle vers 1660
Peu avant 1660, le goût du public français penche en faveur de la nouvelle, au détriment des romans-fleuves, à l'image de ceux de Madeleine de Scudéry.
Jean Segrais lance le mouvement en 1656 avec son recueil de Nouvelles françaises, louant l'Heptaméron de Marguerite de Navarre et s'étonnant que « le but de cet art étant de divertir par des imaginations vraisemblables et naturelles, [...] tant de gens d'esprit qui nous ont imaginé de si honnêtes Scythes, et des Parthes si généreux, n'ont pas pris le même plaisir d'imaginer des chevaliers, ou des princes français aussi accomplis, dont les aventures n'eussent pas été moins plaisantes. » Plutôt que d'écrire de longs romans situés dans l'Antiquité, mais dont les mœurs sont contemporaines, comme ceux de Madeleine de Scudéry, il suggère d'écrire de courtes nouvelles au sujet tiré de l'histoire de la France. 
En 1658, signe des temps,  paraît la première nouvelle publiée seule, l'Amant ressuscité, nouvelle, d'Hubert Ancelin. Madeleine de Scudéry elle-même s'adonne au genre avec Célinte en 1661 : si les noms des personnages sont encore antiques, l'autrice ne cache pas, à propos de son histoire, que « cette aventure est arrivée en notre siècle, et dans une des plus belles cours de l'Europe ».

## Une œuvre novatrice

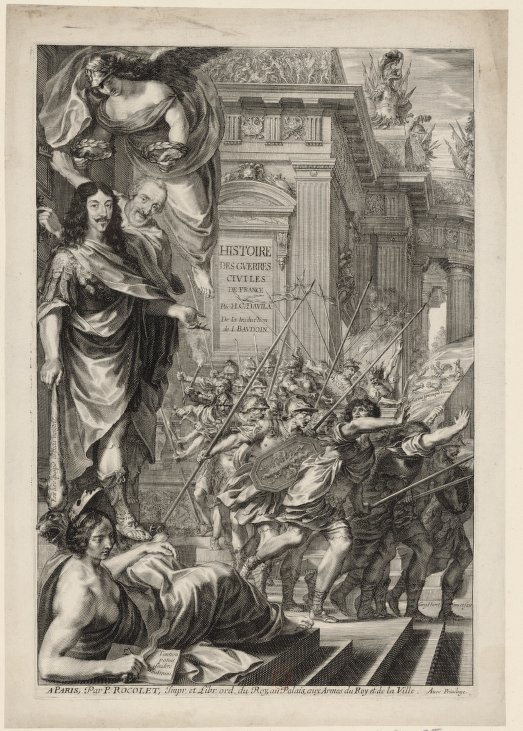
Frontispice de lHistoire des guerres civiles de Davila, dans la traduction de Baudoin. Estampe de Grégoire Huret.

Madame de La Fayette suit l'exemple donné par les Nouvelles françaises. Mais si Jean Segrais utilise des noms français réels, les lieux et les événements de ses nouvelles restent imprécis. La Princesse de Montpensier est la première œuvre de la littérature française à utiliser l'Histoire de France comme trame romanesque : elle s'étend sur les six années séparant le mariage de l'héroïne, en 1566, et la Saint-Barthélemy en 1572. Les événements marquants de cette période rythment le déroulement de l'intrigue. Les sources historiques de madame de Lafayette, qu'elle suit fidèlement, sont l' Histoire de France de Mézeray et l' Histoire des guerres civiles de Davila, traduite par Baudoin en 1657.
L'autrice n'hésite pas cependant à prendre des libertés avec l'Histoire, en attribuant par exemple à la passion le mariage final du duc de Guise, en réalité motivé par des raisons politiques. C'est que le noyau de l'œuvre, l'histoire d'amour, n'est pas historique, mais a sans doute été inspiré à madame de Lafayette par les amours de la duchesse de Roquelaure, décédée en 1657 ou 1658 : « l'analogie est parfois trop éclatante, presque gênante ». Madame de Lafayette, en accord avec son époque, est en effet convaincue que la passion amoureuse est la véritable source des actions des princes. La vérité morale, et la vraisemblance, est privilégiée par rapport à l'exactitude historique et au vrai. Pour cette raison, du point de vue historique, la Princesse de Montpensier reste ambiguë. Néanmoins les anachronismes ne sont pas aussi flagrants que dans les romans contemporains, comme Clélie, histoire romaine ou Artamène ou le Grand Cyrus. Par ailleurs, ces romans présentaient, sous des noms fictifs, des personnages contemporains appartenant à la grande noblesse comme des modèles de vertu ou d'héroïsme. Au contraire, les personnages, réels de La Princesse de Montpensier sont présentés comme des contre-exemples : par son « réalisme sans complaisance » madame de Lafayette fait preuve d'une  « audace inouïe ».
Par conséquent, le véritable réalisme de la nouvelle, plutôt qu'historique, est celui des désordres de la passion et sert la vérité morale : « l'amour conduit au malheur ». Le style adopté par madame de Lafayette: celui de la chronique, par son dépouillement, sa sécheresse, est conforme à l'objectif de désespérer le lecteur. Derrière l'enchaînement des événements historiques se cachent des désordres que la nouvelle se charge de mettre au jour ; sous l'apparence rationnelle de la monarchie se dissimulent des rivalités politiques, fruit du dilemme entre la satisfaction des passions et celle du devoir : satisfaire ce dernier, c'est condamner la passion.

## La réception critique
L'ouvrage est un succès dès sa parution, ainsi qu'en témoigne Charles Sorel, et il en circule des contrefaçons. Pour Sorel, ce succès est dû au style aristocratique de l'œuvre, mais aussi à la possibilité de reconnaître dans les personnages du passé des individus contemporains. Sans citer nommément la Princesse de Montpensier, Sorel condamne cependant les « livres de notre siècle, qui pour avoir plus d'autorité et de crédit, prennent pour leur sujet l'histoire prétendue d'un prince ou d'une princesse de notre nation, et qui même en portent les noms. [...] aujourd'hui on n'épargne point la mémoire des personnes anciennes ; on leur attribue des injustices, des impudicités et des lâchetés, qui apportent du scandale». Ce qui est condamnable, dans la confusion de l'histoire et de la fiction, c'est la possible confusion entre la vérité et le mensonge.
L'œuvre de madame de Lafayette est au contraire louée par l'abbé de Villars : « Il ne faut pas s'étonner si ce petit livre flattant tout à la fois tant de faiblesses s'est acquis tant de réputation. [...] ce n'est pas la raison qui fait le succès des livres, mais c'est l'adresse avec laquelle nous savons mettre le cœur de notre côté, et c'est un art et une affaire. »

## L'autrice, Madame de La Fayette

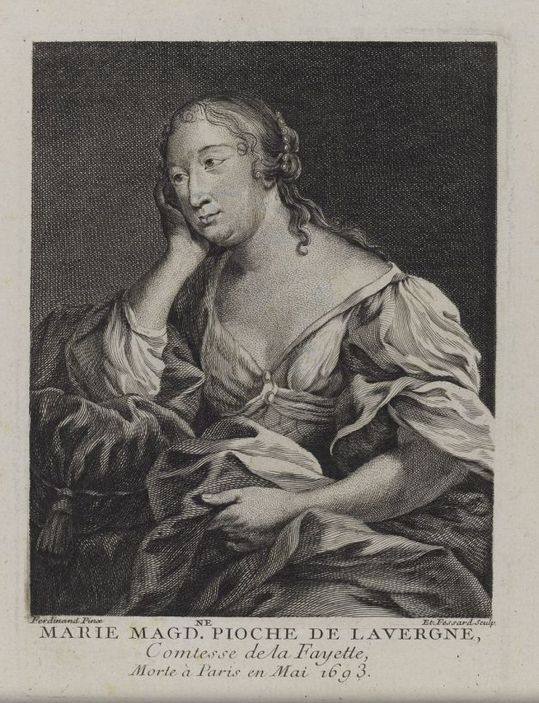
Madame de La Fayette réalisé par Louis Ferdinand Elle l'Aîné

La créatrice de cette œuvre littéraire est la femme de lettres Marie-Madeleine Pioche de La Vergne comtesse de La Fayette, plus connue sous le nom de Madame de La Fayette.
Née en 1634 et issue d'une famille aristocratique auvergnate (proche du Cardinal de Richelieu) et installée de façon définitive à Paris dès 1659, Madame de La Fayette fait paraître anonymement cette première nouvelle dénommée en 1662. Son œuvre la plus célèbre est La Princesse de Clèves, d’abord éditée par un de ses amis en mars 1678. La comtesse décède en 1693 à Paris.
Trois de ses ouvrages ont été édités à titre posthume : La Comtesse de Tende (1723), Histoire d’Henriette d’Angleterre (1720) et Mémoires de la Cour de France (1731).

## Adaptations

### Cinéma
- 2010 : La Princesse de Montpensier

film franco-allemand réalisé par Bertrand Tavernier le 3 novembre 2010.
Ce film a notamment été présenté en compétition à la sélection officielle du Festival de Cannes de 2010, sans obtenir de prix. Il a ensuite été sélectionné dans plusieurs catégories lors de la 36e cérémonie des César de 2011 et il y a obtenu le césar des meilleurs costumes. Il est librement inspiré de la nouvelle, Tavernier affirme d'ailleurs en interview qu'il préfère parler de "lecture" (personnelle) que d'"adaptation".

### Théâtre
- 2018 : A la recherche de la princesse de Montpensier,

Il s'agit d'une « conférence-spectacle » musicale, conçue et mise en scène par  Aurore Évain et la Compagnie La Subversive, créée au Théâtre Municipal Berthelot de Montreuil-sous-bois du 16 février au 26 mars 2018. Ce spectacle évoque la vie de Madame de La Fayette et le sort réservé aux femmes dans l’histoire littéraire. Des musiques d'époque sont interprétées et la comédienne Anne Cosmao y interprète également des morceaux choisis de l'autrice.

## Postérité de l'œuvre
Cette nouvelle littéraire, ainsi que l'adaptation cinématographique de 2010, ont été choisies par le ministère français de l'Éducation Nationale afin de figurer dans le programme de la classe terminale de la série littéraire pour les années scolaires 2017-2018, 2018-2019 et 2019-2020, le domaine de l'étude étant : « Littérature et langages de l'image ».
La Princesse de Montpensier est la première œuvre littéraire écrite par une femme à être inscrite au programme du baccalauréat littéraire.

#### Éditions
- Histoire de la Princesse de Montpensier sous le règne de Charles IXe Roi de France, éd. Micheline Cuénin, Droz, coll. « Textes littéraires français », Genève, 1979. [extraits de l'introduction]
- Romans et nouvelles, éd. Alain Niderst, Bordas, coll. « Classiques Garnier », Paris, 1990.
- La Princesse de Montpensier, éd. Laurence Plazenet, Le Livre de Poche, Paris, 2003.
- La Princesse de Montpensier, éd. Camille Esmein-Sarrazin, GF Flammarion, Paris, 2017.

#### Études
- Janine Anseaume Kreiter, Le Problème du paraître dans l'œuvre de Mme de Lafayette, Nizet, 1977.